# 中国2010年上海世界博览会意大利馆
31°11′09″N 121°28′17″E / 31.1858023°N 121.4713025°E
中国2010年上海世界博览会意大利馆是2010年上海世博会上代表意大利的展馆，位于世博园区C片区，占地面积为3600平方米。意大利馆的主题为“理想之城，人之城”。

## 描述
意大利馆是一个四方形的建筑，由20个功能模块组成，代表意大利的20个大区，外观如同马赛克一般。而在展馆内既有街道、庭院、弄堂，也有开阔的广场和花园。同时，展馆还突出了水这一元素，建筑体的三面都由水景环绕，并延伸到了内部。
2011年1月，意大利馆被意大利参展方捐赠给中国。2012年4月改造后的意大利馆重新开放更名为上海意大利中心

## 材料
本館另外特殊之處在於採用了具有透光性質的水泥材料，讓整館有隱約透光的效果，

這產品的設計是義大利水泥公司 Italcementi（页面存档备份，存于），生產是由台灣的人造石生產商羅馬崗石（页面存档备份，存于）公司